# Skřinářov
Skřinářov (en allemand : Skinarschow) est une commune du district de Žďár nad Sázavou, dans la région de Vysočina, en République tchèque. Sa population s'élevait à 150 habitants en 2020.

## Géographie
Skřinářov se trouve à 11,5 km à l'est-sud-est de Velké Meziříčí, à 29,5 km au sud-est de Žďár nad Sázavou, à 42,5 km à l'est-sud-est de Jihlava à 150 km au sud-est de Prague.
La commune est limitée par Heřmanov au nord, par Milešín et Březí à l'est, par Osová Bítýška au sud, et par Ořechov et Kadolec à l'ouest.

## Histoire
La première mention écrite de la localité date de 1364.

## Transports
Par la route, Skřinářov se trouve à 17 km de Velké Meziříčí, à 34 km de Žďár nad Sázavou, à 51 km de Jihlava et à 171 km de Prague.